# Филотей Лукидис
Филотей (на гръцки: Φιλόθεος, Филотеос) е гръцки духовник, митрополит на Вселенската патриаршия.

## Биография
Роден е на 29 август 1877 година със светското име Йоанис Лукидис (Ιωάννης Λουκίδης) в цариградския квартал Татавла. В 1898 година чичо му митрополит Филотей Драмски го ръкополага за дякон. В 1904 година завършша Халкинската семинария. В 1904 - 1905 година служи като архидякон в Имброската митрополия. В 1908 година митрополит Йоаким Ефески го ръкополага за свещеник. Служи като протосингел в Кизическата митрополия.
На 26 декември 1916 година е ръкоположен за титулярен мирски епископ в храма „Света Богородица Елпидос“ в Балъклъ и става ръководител на църковната община Кондоскали. Ръкополагането му е извършено от митрополит Григорий Халкидонски в съслужение с митрополит Константин Галиполски и епископ Константин Левкийски.
На 9 октомври 1924 година е ръкоположен за неврокопски митрополит. На 21 февруари 1935 година подава оставка.
Умира на 11 януари 1941 година.